# Kanton Bourgtheroulde-Infreville
Kanton Bourgtheroulde-Infreville (fr. Canton de Bourgtheroulde-Infreville) je francouzský kanton v departementu Eure v regionu Horní Normandie. Skládá se z 18 obcí.

## Obce kantonu
- Berville-en-Roumois
- Boissey-le-Châtel
- Bosc-Bénard-Commin
- Bosc-Bénard-Crescy
- Bosc-Renoult-en-Roumois
- Le Bosc-Roger-en-Roumois
- Bosguérard-de-Marcouville
- Bosnormand
- Bourgtheroulde-Infreville
- Épreville-en-Roumois
- Flancourt-Catelon
- Saint-Denis-des-Monts
- Saint-Léger-du-Gennetey
- Saint-Ouen-du-Tilleul
- Saint-Philbert-sur-Boissey
- Theillement
- Thuit-Hébert
- Voiscreville